# Чайре
Чайре (хорв. Čaire) — населений пункт у Хорватії, в Сисацько-Мославинській жупанії у складі міста Кутина.

## Населення
Населення за даними перепису 2011 року становило 33 осіб.
Динаміка чисельності населення поселення:

## Клімат
Середня річна температура становить 10,95 °C, середня максимальна – 24,97 °C, а середня мінімальна – -5,44 °C. Середня річна кількість опадів – 885 мм.
| Клімат поселення                              | Клімат поселення | Клімат поселення | Клімат поселення | Клімат поселення | Клімат поселення | Клімат поселення | Клімат поселення | Клімат поселення | Клімат поселення | Клімат поселення | Клімат поселення | Клімат поселення | Клімат поселення |
| Показник                                      | Січ.             | Лют.             | Бер.             | Квіт.            | Трав.            | Черв.            | Лип.             | Серп.            | Вер.             | Жовт.            | Лист.            | Груд.            |                  |
| Середній максимум, °C                         | 6,78             | 8,63             | 12,92            | 17,04            | 21,73            | 24,97            | 24,12            | 23,58            | 19,76            | 14,91            | 9,58             | 5,24             |                  |
| Середня температура, °C                       | 0,67             | 2,53             | 6,82             | 10,94            | 15,62            | 18,86            | 20,58            | 20,04            | 16,23            | 11,37            | 6,06             | 1,71             |                  |
| Середній мінімум, °C                          | −5,44            | −3,58            | 0,72             | 4,84             | 9,52             | 12,76            | 17,04            | 16,51            | 12,69            | 7,84             | 2,52             | −1,83            |                  |
| Норма опадів, мм                              | 54               | 51               | 60               | 72               | 79               | 93               | 82               | 85               | 77               | 78               | 86               | 68               |                  |
| Середньомісячна швидкість вітру, м/с          | 1.90             | 2.17             | 2.51             | 2.40             | 2.20             | 2.00             | 1.99             | 1.80             | 1.80             | 1.90             | 1.94             | 1.98             |                  |
| Середньомісячна сонячна радіація, кДж/м²·день | 4276             | 7018             | 10813            | 15208            | 19536            | 21588            | 22518            | 19766            | 14667            | 9099             | 4775             | 3469             |                  |
| --------------------------------------------- | ---------------- | ---------------- | ---------------- | ---------------- | ---------------- | ---------------- | ---------------- | ---------------- | ---------------- | ---------------- | ---------------- | ---------------- | ---------------- |
| Джерело:                                      |                  |                  |                  |                  |                  |                  |                  |                  |                  |                  |                  |                  |                  |